# Luca Zidane
Luca Zinedine Zidane Fernández (* 13. Mai 1998 in Marseille; zum Karrierebeginn auch als Luca Fernández geführt) ist ein französisch-spanischer Fußballtorwart, der seit Sommer 2024 beim FC Granada unter Vertrag steht.

## Familie
Zidane wurde in Marseille als Sohn von Zinédine Zidane und dessen spanischstämmigen Ehefrau Veronique Fernández, mit der er seit 1994 verheiratet ist, geboren. Sein älterer Bruder Enzo (* 1995) ist ebenso Fußballspieler wie seine zwei jüngeren Brüder Theo (* 2002) und Elyaz (* 2005).

## Karriere

### Im Verein

#### Anfänge bei Real Madrid
Zidane begann 2004 in der Jugend von Real Madrid mit dem Fußballspielen, als sein Vater dort unter Vertrag stand. Bei Real Madrid durchlief er alle Jugendmannschaften und kam in der Saison 2016/17 neben Einsätzen in der A-Jugend unter anderem in der UEFA Youth League zu acht Einsätzen in der zweiten Mannschaft in der drittklassigen Segunda División B.
Zur Saison 2017/18 rückte Zidane in den Profikader auf, der von seinem Vater trainiert wurde. Dort war er hinter Keylor Navas und Kiko Casilla dritter Torwart. Zum Saisonbeginn gewann er mit der Mannschaft ohne eigenen Einsatz den UEFA Super Cup. Am letzten Spieltag debütierte er bei einem 2:2-Unentschieden gegen den FC Villarreal in der Primera División. Er wurde zudem ohne Einsatz Champions-League-Sieger. Daneben kam er zu 13 Einsätzen in der zweiten Mannschaft.
Nach der Verpflichtung von Thibaut Courtois war Zidane zu Beginn der Saison 2018/19 vierter Torwart der ersten Mannschaft und stand auch weiterhin im Kader der zweiten Mannschaft. Nachdem Kiko Casilla den Verein im Januar verlassen hatte, war er wieder die Nummer drei. Nachdem er unter den neuen Trainern Julen Lopetegui und Santiago Solari zu keinem Einsatz gekommen war, wurde er Ende März von seinem Vater, der das Team im selben Monat wieder übernommen hatte, zum zweiten Mal in der Primera División eingesetzt. Es blieb sein einziger Einsatz in der Profimannschaft. Für die zweite Mannschaft kam Zidane auf 30 Drittligaeinsätze.

#### Wechsel in die Segunda División
Zur Saison 2019/20 wechselte Zidane für ein Jahr auf Leihbasis in die zweitklassige Segunda División zum Aufsteiger Racing Santander. Dort verdrängte er unter dem Cheftrainer Iván Ania den Kapitän und bisherigen Stammtorhüter Iván Crespo und behielt diese Position auch unter Anias Nachfolgern Cristóbal Parralo und José Luis Oltra inne. Nachdem nach 33 Ligaeinsätzen am 36. Spieltag wieder Crespo den Vorzug erhalten hatte, fiel Zidane verletzungsbedingt bis zum Saisonende aus. Racing Santander stieg abgeschlagen als Tabellenletzter in die Segunda División B ab, woraufhin er den Verein verließ. Jedoch kehrte er auch nicht mehr zu Real Madrid zurück und war vorübergehend vereinslos.
Anfang Oktober 2020 schloss sich Zidane Rayo Vallecano an und unterschrieb einen Vertrag bis zum 30. Juni 2022. Danach wechselte er zur Saison 2022/23 ablösefrei zu SD Eibar.

### In der Nationalmannschaft
Zidane spielte von Mai bis Juni 2014 drei Mal für die französische U16-Nationalmannschaft. Von September 2014 bis Mai 2015 spielte er 14 Mal in der U17-Auswahl. Mit ihr nahm er an der U17-Europameisterschaft 2015 teil. Beim Titelgewinn kam Zidane in allen sechs Spielen zum Einsatz. Anschließend nahm er mit der Mannschaft an der U17-Weltmeisterschaft 2015 teil, bei der er drei Mal zum Einsatz kam und mit der Mannschaft im Achtelfinale ausschied. Es folgten zwischen September 2015 und Februar 2016 sechs Einsätze in der  U18-Auswahl und von September bis November 2016 ebenfalls sechs Einsätze in der U19-Auswahl. Im März 2018 spielte Zidane einmal in der U20-Auswahl.

## Erfolge
- Champions-League-Sieger: 2018 (ohne Einsatz)
- UEFA-Super-Cup-Sieger: 2017 (ohne Einsatz)
- U17-Europameister: 2015